# Mathieu II d'Alexandrie (Copte)
Mathieu II d'Alexandrie (en arabe égyptien متاؤس التانى; ), mort le 23 septembre 1465, est un patriarche copte d'Alexandrie, 90e « Pape » de l'église orthodoxe copte qui le vénère comme saint.

D'abord moine au monastère de El-Muharraq il occupe le siège patriarcal pendant 13 ans à partir de 1169 A.M. Selon les bollandistes, il est le dernier patriarche copte à avoir consacré le Saint chrêmeIl meurt en 1182 de l'Ère des Martyrs et est commémoré par l'église copte le 13 thout.

## Source
- François Clément, Nicolas Viton de Saint-Allais, Jean-Baptiste-Pierre Jullien de Courcelles, L'art de vérifier les dates des faits historiques, des inscriptions, et autres anciens monuments […], vol. 3, Paris, 1818 (lire en ligne), partie 2, p. 495